# Воронцов, Владимир Александрович (режиссёр)
Владимир Александрович Воронцов (23 октября 1946 — 25 мая 2024) — советский и российский театральный режиссёр и педагог. Главный режиссёр Ярославского государственного академического театра драмы имени Ф. Г. Волкова (1990—1995), главный режиссёр Ярославского камерного театра (1998—2024).

## Биография
Воронцов Владимир Александрович родился 23 октября 1946 года. В 1978 году прошёл курсы Андрея Гончарова. Окончил отделение режиссуры ГИТИСа. Шесть лет проработал в театре им. Федора Волкова.
Преподавал мастерство актёра в Ярославском театральном училище с 1980 по 1984 год и с 1990 по 1994 год.
В 1984 году ушёл из театра после того, как главным режиссёром был назначен Глеб Дроздов: исходя из слов Воронцова, он пришёл к выводу, что у него с Дроздовым разные взгляды на жизнь, и они не сработаются.
В том же году возглавил Брянский драматический театр, в котором шесть лет проработал художественным руководителем. В Брянске, благодаря совместным усилиям театралов и работников, удалось создать подобие настоящего театра. Так, поставленную Владимиром Александровичем в Брянском драматическом театре «Чайку», актёр Олег Басилашвили назвал «одним из самых тонких прочтений чеховской пьесы».
В конце XX века году Воронцов вернулся в Ярославль, в Волковский театр и занял пост главного режиссёра. Спустя некоторое время стал художественным руководителем. Большинство поставленных в это время Воронцовым спектаклей — «Профессор Сторицын», «Корсиканка», «Сон разума» и другие — стали большими событиями в театральной жизни Ярославля, а спектакль «Вье Карре» был удостоен областной премии имени Ф. Г. Волкова «За достижения в театральном искусстве».
Тем не менее, некоторая часть труппы не приняла Воронцова, попытавшегося перевести всех сотрудников театра на контрактную систему. В результате череды громких скандалов он был вынужден снова покинуть Волковский театр.
После ухода из театра несколько лет Владимир Александрович провёл в отчуждении в глухой деревне в Тутаевском районе.
В 1999 году Владимир Воронцов возглавил Ярославский камерный театр, который открылся спектаклем «Интервью» по пьесе Питера Суэта. Спектакль репетировали ночами в кафе «Актёр», там же, отодвинув столики, актёры Юрий Ваксман и Владимир Гусев играли свои первые спектакли. Спектакль пользовался большим успехом. В 2000 году на театрально-телевизионном конкурсе имени Смоктуновского в Москве, спектакль завоевал все четыре главных приза. Спектакль «Интервью» вот уже в течение двадцати сезонов сохраняется в репертуаре Ярославского камерного театра.
За время работы в театре поставил десять спектаклей, девять из которых остаются в репертуаре до сих пор и пользуются большим вниманием театралов. Три спектакля В. А. Воронцов поставил по собственным пьесам. Владимир Александрович ставил спектакли под псевдонимом «Леонид Рокотов».
Скончался 25 мая 2024 года на 78-м году жизни после тяжёлой болезни. Тело было кремировано, а прах захоронен без официальной церемонии прощания, согласно воле покойного и его родственников.

## Режиссёрские работы
Театр имени Ф. Г. Волкова:.
- «Мелодия для павлина» О. Заградника (премьера 9 февраля 1979)
- «Гнездо глухаря» В. Розова (премьера 11 мая 1979)
- «Революционный этюд» М. Шатрова (премьера 18 декабря 1979)
- «Кошка, которая гуляла сама по себе» Р. Киплинга (премьера 24 февраля 1980)
- «Укрощение укротителя» Д. Флетчера (премьера 10 мая 1980)
- «А всё-таки она вертится» А. Хмелика (премьера 26 марта 1981)
- «Трехгрошовая опера» Б. Брехта (премьера 12 января 1982)
- «Агент — 00» Г. Боровика (премьера 9 февраля 1983)
- «Гроза» А. Н. Островского (премьера 3 июня 1983)
- «Вечер» А. Дударева (премьера 20 апреля 1983)
- «Арбитр» А. Попогребского (премьера 6 июня 1984)
- «Сокровища капитана Флинта» по Р. Стивенсону (премьера 22 декабря 1990)
- «Профессор Сторицын» Л. Андреева (премьера 16 февраля 1991)
- «Размазня» Ф. Фицджеральда (премьера 19 февраля 1991)
- «Корсиканка» И. Губача (премьера 21 июня 1991)
- «Неугомонный дух» Н. Коуарда (премьера 10 октября 1992)
- «Похищение луковиц» М. Машаду (премьера 1 ноября 1992)
- «Вье карре / Старый квартал Нового Орлеана» Т. Уильямса (премьера 24 октября 1993)
- «Кошка, которая гуляла сама по себе» Р. Киплинга (премьера 25 декабря 1993)
- «Сон разума» А. Вальехо (премьера 22 октября 1994)
- «Аленушка и солдат» В. Лифшиц и И. Кичанова (премьера 23 декабря 1994)

Ярославский камерный театр:
- «Интервью» П. Суэта
- «Представление трагедии А. С. Пушкина „Моцарт и Сальери“ на убогих подмостках конца ХХ столетия» Л. Рокотова
- «Карета святых даров» П. Мериме
- «Русский ланч» И. С. Тургенева
- «Любо… Дорого! (бульварные комедии)» П. Барийе, Ж.-П. Греди, Г. Абекассиса, М. Беркье-Маринье
- «Дон Кихот. Версия умалишенных» Л. Рокотова
- «Не сотвори себе жену» Л. Рокотова
- «Прощай, Иуда!» И. Иредынского
- «Крутые виражи» Э. Ассу
- «Сильвия» А. Рамсделла Герни-младшего